# 中国国家地理标志保护产品
中国国家地理标志保护产品，是指产于中华人民共和国境内特定区域的、具有过硬的质量、良好的声誉以及独有的特性的产品。这些产品一般通过被冠以原产地的名字（地理名称）的方式来进行地理标志保护，且多为可食用产品。

## 产品分类
该类产品主要包括以下几个类型：
- 酒类
  - 白酒
  - 葡萄酒及果酒
  - 啤酒
  - 黄酒
  - 药酒、保健酒

- 茶叶
  - 绿茶
  - 红茶
  - 黄茶
  - 白茶
  - 乌龙茶（青茶）
  - 黑茶

- 水产品

- 保健食品

- 蜂产品
  - 蜂蜜
  - 蜂王浆

- 新鲜水果
  - 苹果
  - 梨
  - 柑桔、橙、柚
  - 香蕉
  - 时令水果

- 中草药材

- 粮食油料
  - 小麦粉
  - 大米
  - 挂面
  - 植物油
  - 动物油
  - 调和油
  - 棕榈油
  - 橄榄油

- 瓜果蔬菜
  - 腌制蔬菜
  - 速冻蔬菜
  - 新鲜蔬菜
  - 新鲜瓜果

- 加工食品

- 轻工产品

- 禽畜蛋
  - 猪牛羊鸡肉类
  - 香肠、火腿
  - 腌、腊肉
  - 酱、卤肉
  - 蛋制品

- 烟草

- 其他[1]

## 产品举例
酒类：古井贡酒、国窖·1573、绍兴酒、迎驾贡酒
茶叶：黄山贡菊、安溪铁观音、都匀毛尖、霍山黄芽茶
水产：崇明老毛蟹、黄河口文蛤、阳澄湖大闸蟹、盱眙龙虾、台山蠔
保健食品：东阿阿胶、吉林长白山“中国林蛙油”
新鲜水果：阿克苏红枣、砀山酥梨、哈密瓜、苏州西山杨梅
中草药材：都江堰厚朴、霍山石斛、灵宝杜仲、云南白药
粮食油料：东海大米、永丰茶油、赤峰黄玉米、白城绿豆
瓜果蔬菜：安丘大姜、大别山天香菜及其制品、丹东板栗、南江山核桃
加工食品：东莞米粉、桂林腐乳、绍兴腐乳、镇江香醋
轻工产品：吴江丝绸、龙泉青瓷、日照生丝、阳城蚕茧
禽畜蛋：连城白鸭、延边黄牛肉、文昌鸡、绍兴麻鸭
烟草：中华卷烟、宁波五一卷烟、上海卷烟、宁波大红鹰卷烟